# Diadasia megamorpha
Diadasia megamorpha là một loài Hymenoptera trong họ Apidae. Loài này được Cockerell mô tả khoa học năm 1898.